# Taça Stanley Rous de 1988
A Taça Stanley Rous de 1988 foi a quarta edição da competição internacional de futebol também conhecida como Rous Cup, inicialmente estabelecida para continuar o jogo anual tradicional entre os rivais Inglaterra e Escócia após o fim do British Home Championship. Pela segunda vez, uma terceira equipe foi convidada para criar um torneio de três seleções. Depois de ter a participação do Brasil no ano anterior, a FA novamente convidou uma seleção sul-americana para participar, desta vez a Colômbia. Ao final da competição a Inglaterra sagrou-se a campeã da Taça Stanley Rous pela segunda vez.

## Classificação
| Pos. | Seleção    | Pts | J | V | E | D | GP | GC | SG |
| ---- | ---------- | --- | - | - | - | - | -- | -- | -- |
| 1    | Inglaterra | 3   | 2 | 1 | 1 | 0 | 1  | 0  | +1 |
| 2    | Colômbia   | 2   | 2 | 0 | 2 | 0 | 1  | 1  | 0  |
| 3    | Escócia    | 1   | 2 | 0 | 1 | 1 | 0  | 1  | -1 |

## Premiações
| Taça Stanley Rous de 1988          |
| ---------------------------------- |
| Inglaterra Campeã (Segundo título) |

## Artilheiros
1 gol
- Andrés Escobar
- Peter Beardsley
- Gary Lineker